# Бобін (Мазовецьке воєводство)
Бобін (пол. Bobin) — село в Польщі, у гміні Червін Остроленцького повіту Мазовецького воєводства.
Населення — 59 осіб (2011).
У 1975-1998 роках село належало до Остроленцького воєводства.

## Демографія
Демографічна структура станом на 31 березня 2011 року:
|          | Загалом | Допрацездатний вік | Працездатний вік | Постпрацездатний вік |
| -------- | ------- | ------------------ | ---------------- | -------------------- |
| Чоловіки | 27      | 7                  | 18               | 2                    |
| Жінки    | 32      | 6                  | 18               | 8                    |
| Разом    | 59      | 13                 | 36               | 10                   |